# Juliusz Berger
Juliusz Berger (ur. 15 listopada 1928 w Łucku, zm. 22 stycznia 1999 w Warszawie) – polski aktor i reżyser żydowskiego pochodzenia, w latach 1968-1969 dyrektor Teatru Żydowskiego w Warszawie.

## Życiorys

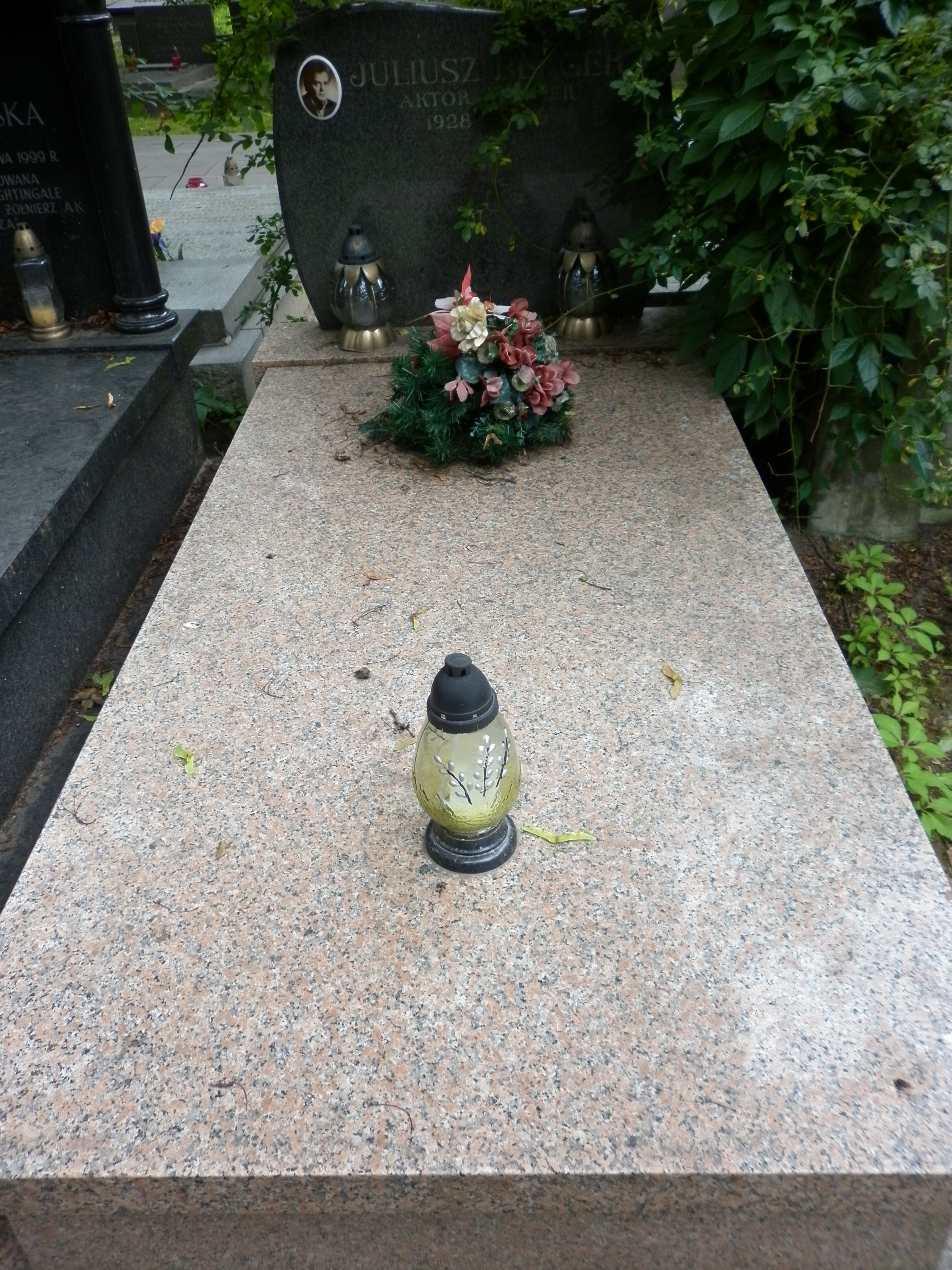
Grób Juliusza Bergera na Cmentarzu Wojskowym na Powązkach

Po wkroczeniu wojsk radzieckich do Łucka w 1939 został deportowany na Syberię. Lata II wojny światowej przeżył na tułaczce po Syberii, Kazachstanie, Uzbekistanie i pustyni Kara-kum. W 1945 wrócił jako repatriant do Polski i osiadł we Wrocławiu. W 1952 ukończył studia na Wydziale Prawa Uniwersytetu Wrocławskiego. W 1954 zdał egzamin eksternistyczny.
W latach 1952–1957 był aktorem Teatrów Dramatycznych we Wrocławiu i w latach 1953-1955 Dolnośląskiego Teatru Żydowskiego. W latach 1957–1969 był aktorem i reżyserem Teatru Żydowskiego w Warszawie. Po emigracji z Polski Idy Kamińskiej w latach 1968-1969 piastował urząd dyrektora naczelnego tego teatru. Przez kilka następnych lat dawał występy w Teatrze Żydowskim wyłącznie gościnnie.
W międzyczasie był aktorem warszawskich teatrów: w latach 1959-1960 i 1961-1962 Teatru Miniatury Estrady Domu Wojska Polskiego, w latach 1960-1961 Teatru Powszechnego, w latach 1969-1974 Teatru Ludowego i następnie w latach 1974-1979 Teatru Nowego. W 1979 na stałe powrócił do Teatru Żydowskiego, gdzie jako aktor i reżyser pracował aż do śmierci w 1999.
Współpracował w latach 1983-1985 z Teatrem na Targówku w Warszawie oraz w latach 1984-1991 z Teatrem Muzycznym w Gdyni. W 1985 został odznaczony Krzyżem Kawalerskim Orderu Odrodzenia Polski. Pochowany na Cmentarzu Wojskowym na Powązkach (kwatera 19A-7-18).

## Spektakle teatralne (wybór)
| Role - 1952: Glikl Hameln żąda... jako Natan (reż. I. Kamińska) - 1952: Proces jako Henry; Artysta malarz (reż. Jakub Rotbaum) - 1952: Faryzeusze i grzesznik jako Marek (reż. Czesław Straszewski) - 1953: Bieg do Fragala jako Turi; Robotnik I (reż. J. Rotbaum) - 1953: Meir Ezofowicz jako Hersz Ezofowicz;Meir Ezofowicz (reż. I. Kamińska) - 1953: Tania jako Czapajew (reż. Szymon Szurmiej) - 1953: Znaki wolności jako adiutant III (reż. Wilam Horzyca) - 1954: Wkrótce zakwitną kasztany jako Boczek; Wacław Peszek; Mirek (reż. Roman Sykała) - 1954: Maszeńka jako Wiktor (reż. S. Szurmiej) - 1955: Maria Stuart jako Lindsay (reż. Ludwik Benoit) - 1955: Ballady i romanse jako Michel (reż. Andrzej Dobrowolski) - 1956: Tewje Mleczarz jako Feferł (reż. Chewel Buzgan) - 1957: Matka Courage i jej dzieci jako Szwejcerkez (reż. I. Kamińska) - 1958: Sender Blank jako Frojke (reż. J. Rotbaum) - 1958: Opera Żyda jako Fereira (reż. I. Kamińska) - 1958: Drzewa umierają stojąc jako dyrektor (reż. I. Kamińska) - 1959: Hamlet jako Fortynbras (reż. Irena Babel) - 1959: Trudno być Żydem jako Iwanow (reż. C. Buzgan) - 1963: Jakub i Ezaw jako Krystian Hartkopf (reż. C. Buzgan) - 1967: Dzień i noc jako Reb Don (reż. C. Buzgan) - 1969: Skarb cesarza jako Lejwi Mozgowojer (reż. C. Buzgan, J. Berger) - 1970: Szelmostwa Skapen jako Argant (reż. Bogdan Korzeniewski) - 1971: Turoń jako Leopold Lażańsky (reż. Roman Kłosowski) - 1973: Więzień Drugiej ulicy jako Harry (reż. Edward Dziewoński) - 1975: Zapomnieć o Herostratesie jako Chryzyp (reż. Mariusz Dmochowski) - 1978: Horsztyński jako Garnosz (reż. M. Dmochowski) - 1979: Sen nocy letniej jako Spój (reż. B. Korzeniewski) - 1984: Rabin i błazen jako Błazen (reż. J. Berger) - 1984: Skrzypek na dachu jako Tewie (reż. Jerzy Gruza) - 1990: Dybuk (Na pograniczu dwóch światów) jako Cadyk (reż. S. Szurmiej) - 1991: Gdybym był bogaczem. Przeboje musicali żydowskich jako Tewje (reż. J. Berger) - 1995: Uriel Akosta jako De Sylwa (reż. Jan Bratkowski) | Reżyseria - 1965: Urodziłem się w Odessie... (razem z Karolem Latowiczem) - 1966: Swaty - 1968: Pół żartem, pół serio - 1969: Skarb cesarza (razem z Chewelem Buzganem) - 1969: Płomienna miłość krawczyka ... - 1972: Było niegdyś miasteczko - 1980: Jakub i Ezaw, prawie kabaret - 1981: Poszukiwacze złota (razem z S. Szurmiejem) - 1984: Rabin i błazen - 1991: Gdybym był bogaczem. Przeboje musicali żydowskich - 1994: Swat w zielonym szaliku - 1995: Kto jest kto - 1999: Joszke Muzykant |

## Filmografia
| Wybrane role - 1972: Skarb trzech łotrów jako adwokat Bart Maddock - 1976: Wakacje jako uczestnik obozu lekarzy - 1976-1978: Parada oszustów jako 1) karczmarz, ojciec Yvonne; 2) Vickenholle, dyrektor „Creditanstalt Bankverein”; ojciec Gizeny; 3) szef urzędu celnego na lotnisku - 1978: Koty to dranie jako mężczyzna na bazarze - 1978: Co mi zrobisz, jak mnie złapiesz? - 1979: Doktór Murek jako Pycz, handlarz futrami - 1980: Powstanie Listopadowe 1830–1831 - 1980: Sherlock Holmes and Doctor Watson jako Henri Carolan, dyrektor szkoły - 1981: Zamach stanu jako adwokat J. Nowodworski, obrońca w procesie brzeskim - 1982: Hotel Polanów i jego goście jako Szlampacki; rabin Brodzky (polska wersja językowa) - 1983: Alternatywy 4 jako członek Delegacji Burmistrzów Świata - 1983: Lata dwudzieste... lata trzydzieste... jako Żyd rozmawiający z Fuksem w banku - 1984: Siedem życzeń jako ojciec Agnieszki Ankwicz, pracownik „Wedla” - 1985: Bariery jako lekarz - 1987: Rzeka kłamstwa jako jubiler Markus - 1988: I skrzypce przestały grać jako Cygan słowacki - 1988: Spadek jako fiakier Gedali - 1995: Daleko od siebie jako antykwariusz we Lwowie | Polski dubbing: - 1976: Ja, Klaudiusz jako Sabinus - 1987: Kacze opowieści |

## Nagrody i odznaczenia
- 1985: Krzyż Kawalerski OOP
- 1993: „Buława hetmańska” dla spektaklu Skrzypek na dachu na XVIII ZLT (Zamość)